# Záncara
Lo Záncara è un fiume della Spagna centrale, tra i principali fiumi del bacino idrografico del Guadiana.

## Situazione geografica
- Classificazione decimale: 401.02.03
- Nascita: Abia de la Obispalía, a 1.020 m di altitudine
- Foce: Fiume Cigüela, a 630 m di altitudine
- Lunghezza: 168 km
- Città attraversate: El Provencio.
- Affluenti principali: Rus, Saona, Córcoles.
- Regime del fiume: di portata molto scarsa (1,93 m³/s), in molti tratti completamente secco per gran parte dell'anno.

Lungo i 168 km del suo corso, il bacino idrografico è composto da due subunità, di estensione simile e orientamento perpendicolare. Inizialmente il fiume scorre in direzione N-S dagli Altos de Cabrejas, nella parte occidentale della provincia di Cuenca, fino alla zona di Las Pedroñeras. A partire da questo punto, gira bruscamente verso ovest ed entra nella pianura della falda della Mancia occidentale (acuífero 23). In questa seconda subunità, vicino alle Tablas de Daimiel, riceve da sinistra il Canal del Guadiana, che proviene dal lago di Peñarroya (Guadiana Alto), che solo eccezionalmente porta acqua. Più a valle sbocca nel Cigüela (anche se secondo alcuni autori il Cigüela è affluente del Záncara), da sinistra, molto vicino agli Ojos del Guadiana (che attualmente sono secchi).
Lo Záncara è un fiume profondamente umanizzato e con secche molto marcate; soprattutto nel basso corso, dato che l'acuífero 23 è sovrasfruttato in modo tale che le acque dello Záncara, quando presenti, alimentano la falda. Domina lo sfruttamento agricolo delle rive, molto piane ed estese quasi dalla sorgente. Il letto è, nella maggior parte del corso, un canale scavato tra le coltivazioni, occupato da elofite e senza quasi vegetazione di riva sui margini.
Lo Záncara si situa per la maggior parte nella Mancia, nome che deriva dalla radice araba che significa "senz'acqua", e che costituisce un bacino sedimentario di calcari e molto piano, con un regime di precipitazioni semiarido (450 mm in media). La topografia del terreno, quasi totalmente piana, e la natura del substrato che favorisce la percolazione delle acque, complicò considerevolmente lo sviluppo e l'escavazione della rete fluviale, dando origine ad immense superfici inondate a causa dell'esondazione dei fiumi e dell'apporto delle acque sotterranee; è molto importante l'interrelazione tra le acque superficiali e quelle sotterranee, dato che queste ultime costituiscono la risorsa idrica maggioritaria nella Mancia (> 70% del totale).